# Pestilence (groupe)
Pour les articles homonymes, voir Pestilence.
Pestilence est un groupe néerlandais de death metal, originaire de Enschede, fondé en 1986. Le groupe est connu pour incorporer des éléments musicaux de jazz et fusion dans leur musique. À son lancement, ses deux premières démos retiennent l'attention du label Roadrunner Records. Après avoir signé chez eux, ils sortent en 1988 leur premier album Malleus Malficarum. À la suite de la dissolution du groupe en 1994, Pestilence se réunit de nouveau en 2008. En 2013, le groupe compte un total de sept albums studio. Le groupe se sépare en 2014 et se réunit en 2016.

## Historique

### Débuts (1986–1990)
Pestilence démarre aux Pays-Bas au milieu de l'année 1986 en tant que groupe de thrash metal. Le line-up, à la base composé de Patrick Mameli (guitare, chant), Randy Meinhard (guitare), et Marco Foddis (batterie), enregistre de démos qui retiennent l'attention du label discographique Roadrunner Records. Après la première démo, Martin van Drunen (basse, chant) rejoint le groupe. Ces deux démos - Dysentery (1987) et The Penance (1987) - possèdent une sonorité oscillant entre Possessed et Sepultura période Schizophrenia. Après leur signature chez Roadrunner, Pestilence fait paraître son premier album studio, Malleus Maleficarum, en 1988, les menant à une meilleure approche du thrash metal. Pendant ce temps, Pestilence recrute le nouveau guitariste du groupe, Patrick Uterwijk. En 1989, le groupe enregistre son second album, Consuming Impulse, un tournant vers le death metal. Plus tard, le chanteur et bassiste Martin van Drunen quitte le groupe pour rejoindre Asphyx.

### Succès et séparation (1991–2007)
Pestilence fait de nouveau face au changement dans son line-up, qui manque désormais d'un chanteur et d'un bassiste. Pendant l'enregistrement de leur troisième album studio, Testimony Of The Ancients (1991), ils engagent Tony Choy, qui était membre du groupe de death metal technique Cynic, et Patrick Mameli se met au chant. Avec ce line-up, ils enregistrent l'album Testimony Of The Ancients. Tony Choy, qui n'est pas un membre permanent du groupe, quitte ce dernier pour revenir en Floride et rejoindre le groupe Atheist. À cette même période, Pestilence engage Jeroen Paul Thesseling. Au fil du temps, les membres de Pestilence s'orientent vers un autre genre musical, principalement le jazz fusion que le groupe voulait fusionner avec le metal. Le quatrième et dernier album du groupe, Spheres est commercialisé en 1993. Avec tous ces albums, Pestilence s'oriente vers différents courants musicaux, et Spheres ne fait pas exception. Pestilence mixe des éléments de jazz fusion à leur style death metal. En 1994, Roadrunner fait paraître une dernier CD de Pestilence : un best-of intitulé Mind Reflections, composé de morceaux tirés de tous leurs albums en plus d'une piste rare intitulée Hatred Within (à l'origine parue dans les compilations Teutonic Invasion Part II) et six chansons live enregistrées au Dynamo Open Air de 1992. En 1998, Displeased Records (en) fait de nouveau paraître leur premier album Malleus Maleficarum (qui, à l'origine, n'est jamais paru en Europe), augmenté de leurs premières démos.
En 2006, Metal War Productions, travaillant avec Martin van Drunen, fait paraître Chronicles of the Scourge, composé de deux enregistrements live et d'une chanson inédite.

### Retour et deuxième séparation (2008–2014)
Une longue période d'inactivité prend fin en janvier 2008 lorsque le chanteur/guitariste Patrick Mameli annonce sur le site Blabbermouth.net le retour de Pestilence. Le line-up de retour se compose de Mameli au chant et à la guitare, de Tony Choy à la basse, et de Peter Wildoer à la batterie. Mameli explique qu'« il ne s'agit pas d'une réunification, car je ne jouerai avec aucun membre de l'ancien line-up, sauf Tony Choy, bien sûr... J'ai toujours dit qu'il n'y aurait JAMAIS de réunification, et il n'y en aura jamais, dès lors je n'ai jamais regardé en arrière et je refuse désormais de jouer aux côtés de personnes qui ne partagent pas le même niveau musical que le mien [...] Comme vous le savez, j'ai toujours été le point de motivation de Pestilence, avec l'écriture de la musique et le reste, et retenez bien ça : je ramènerai Pestilence à la vie. Plus tech et plus brutal qu'avant. » En 2008, Pestilence décide d'écrire pour un nouvel album prévu pour 2009, aux côtés du producteur danois Jacob Hansen. Intitulé Resurrection Macabre, il s'agit de leur premier album original (depuis Spheres en 1993). En mars 2008, Patrick Uterwijk rejoint le groupe en tant que second guitariste, cependant il n'a pas participé à l'enregistrement du nouvel album.
En octobre 2009, Jeroen Paul Thesseling rejoint Pestilence après les quinze ans de séparation du groupe, remplaçant Tony Choy à la basse.
En mars 2010, Pestilence annonce sa première tournée aux US après 16 ans d'absence, et qui débutera au Maryland Deathfest de Sonar ole 30 mai 2010. Le groupe fait paraître un autre album intitulé Doctrine en avril 2011. Le 22 février 2012, Patrick Mameli annonce le départ de Jeroen Paul Thesseling et de Yuma van Eekelen. Thesseling est remplacé par Stephan Fimmers (Necrophagist), et van Eekelen par Tim Yeung (Morbid Angel, Divine Heresy, All That Remains, Hate Eternal). En 2013, paraît l'album Osideo. En juillet 2014, Patrick Mameli annonce la séparation du groupe.

### Deuxième retour (depuis 2016)
En octobre 2016, Pestilence annonce son retour. Le line-up est composé de Patrick Mameli, Tony Choy et des nouveaux membres Santiago Dobles (Aghora) et Septimiu Hărşan (Disavowed). Début 2017 Tony Choy est remplacé Alan Goldstein, lui-même remplacé mi-avril par Tilen Hudrap. Paraît ensuite en 2017 l'album Hadeon, que beaucoup considèrent comme un retour salutaire à la période la plus créative du groupe, de Testimony of the Ancients à Spheres.

## Membres

### Membres actuels
- Patrick Mameli – guitare solo (1986–1994, 2008-2014, depuis 2016), chant (1986–1987, 1990–1994, 2008-2014, depuis 2016)
- Santiago Dobles – guitare (depuis 2016)

### Anciens membres
- Marco Foddis – batterie (1986–1994)
- Randy Meinhart – guitare (1986–1989)
- Martin van Drunen – chant, guitare basse (1987–1990)
- Tony Choy – guitare basse (1991–1992, 2008–2009, 2016-2017)
- Jeroen Paul Thesseling – guitare basse (1992–1994, 2009-2012)
- Stephan Fimmers - basse (2012–2013)
- Peter Wildoer – batterie (2008)
- Yuma Van Eekelen – batterie (2009–2012)
- Tim Yeung – batterie (2012)
- George Maier - guitare basse (2013-2014)
- Dave Haley - batterie (2012-2014)
- Patrick Uterwijk – guitare solo (1988–1994, 2008-2014)
- Alan Goldstein - basse (2017)
- Septimiu Hărşan – batterie (2016 - 2020)
- Tilen Hudrap – basse (2017 - 2018)

### Membres de session
- Kent Smith – claviers (1991)
- Jack Dodd - guitare basse (1992)

## Discographie
- 1987 : Dysentery (démo)
- 1988 : Penance (démo)
- 1988 : Malleus Maleficarum
- 1989 :  Consuming Impulse
- 1991 :  Testimony of the Ancients
- 1993 :  Spheres
- 1994 :  Mind Reflections (compilation)
- 2009 :  Resurrection Macabre
- 2011 : Doctrine
- 2013 : Obsideo
- 2018 : Hadeon
- 2021 : Exitivm
- 2023 : Levels of Perception